# Króm-trifluorid
A króm(III)-fluorid, vagy króm-trifluorid egy szervetlen krómvegyület, kémiai képlete CrF3. Standard hőmérsékleten és nyomáson zöld színű, szilárd kristályos anyag, ami vízben és hagyományos oldószerekben oldhatatlan, de hidrátjai ([Cr(H2O)6]F3 és [Cr(H2O)6]F3·3H2O) vízben oldódnak. A króm-trifluorid trihidrátja zöld, a hexahidrátja ibolyaszínű. A vízmentes vegyület 1100-1200 °C-on szublimál.

## Szerkezet
A legtöbb króm(III)-vegyülethez hasonlóan a króm-trifluorid is oktaéderes szerkezetű. A vízmentes formában a központi krómhoz hat fluoridion kötődik, melyek mindegyike egy újabb krómhoz kapcsolódik. A hidrátokban a fluoridionok közül néhányat vízmolekulák helyettesítenek.

## Előállítás
A króm-trifluoridot a króm(III)-oxid és a hidrogén-fluorid reakciójával nyerik:
Cr2O3 + 6 HF  +  9 H2O → 2 [Cr(H2O)6]F3
A vízmentes só előállítható hidrogén fluoridból és króm(III)-kloridból:
CrCl3 + 3 HF  → CrF3  + 3 HCl
Egy másik módszerben az ammónium-hexafluorokromát hőbontásával nyerik:
(NH4)3CrF6  →  CrF3  + 3NH3 +  3HF
A kevert vegyértékű Cr2F5 is ismert.

## Felhasználás
A króm-trifluoridot felhasználják textilek pácolására és korróziógátlóként is. Emellett még a klórozott szénhidrogének HF-al való fluorozásánál katalizátorként is használják.

## Fordítás
Ez a szócikk részben vagy egészben  a   Chromium trifluoride című angol Wikipédia-szócikk ezen változatának fordításán alapul.  Az eredeti cikk szerkesztőit annak laptörténete sorolja fel. Ez a jelzés csupán a megfogalmazás eredetét és a szerzői jogokat jelzi, nem szolgál a cikkben szereplő információk forrásmegjelöléseként.